# República Soviética Socialista de Corasmia
La República Soviética Popular de Corasmia (en uzbeko: Xorazm Xalq Sovet Respublikasi; en ruso: Хорезмская Народная Советская Республика), heredera del Kanato de Jiva, fue establecida en febrero de 1920 y oficialmente declarada el 26 de abril de 1920. El 20 de octubre de 1923 fue transformada en la República Soviética Socialista de Corasmia (en ruso: Хорезмская Социалистическая Советская Республика). 
La RSS de Corasmia solo sobrevivió un 5 años: el 10 de octubre de 1925 fue dividida entre la República Socialista Soviética de Uzbekistán, la República Socialista Soviética de Turkmenistán y el óblast autónomo de Karakalpakia como parte de la reorganización de Asia central por parte de Moscú, y su Acuerdo de Nacionalidades.

## Jefe del Comité Revolucionario

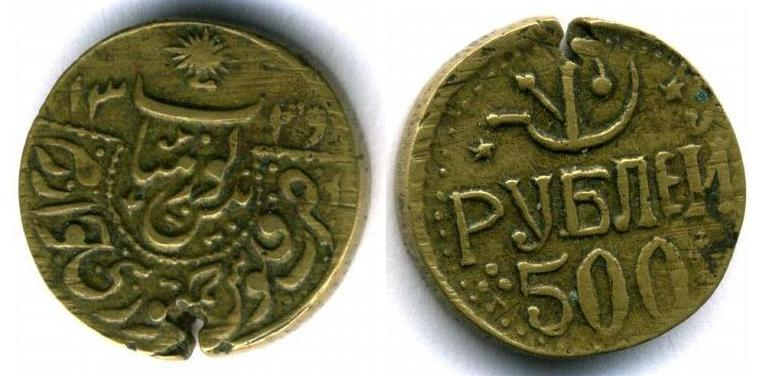
Moneda de 500 rublos de 1920-21.

- Hoji Pahlavon Niyoz Yusuf (2 de febrero de 1920 - [marzo de 1920)

## Jefe del Gobierno Provisional
- Jumaniyoz Sulton Muradoghli (marzo de 1920 - 30 de abril de 1920)

## Jefe del Presidium de la Asamblea de Representantes Populares
- Hoji Pahlavon Niyoz Yusuf (30 de abril de 1920 - 6 de marzo de 1921)
- Qoch Qoroghli (6 de marzo de 1921 - 15 de mayo de 1921) (Jefe del Comité Revolucionario)
- Khudoybergan Divanoghli (15 de mayo de 1921 - 23 de mayo de 1921)

## Jefe del Presidium del Comité Ejecutivo Central
- Mulla Nozir (23 de mayo de 1921 - junio de 1921)
- Allabergan (junio de 1921 - septiembre de 1921)
- Ata Maqsum Madrahimoghli (septiembre de 1921 - 27 de noviembre de 1921)
- Jangibay Murodoghli (27 de noviembre de 1921 - 23 de junio de 1922)
- Abdulla Abdurahmon Khojaoghli (23 de junio de 1922 - 20 de octubre de 1923)
- K. Safaroghli (20 de octubre de 1923 - 1924)
- Sultonkari Jumaniyoz (1924)
- Temurkhoja Yaminoghli (1924 - 17 de febrero de 1925)